# Ретроактивност
Ретроактивност у праву подразумева примену правне норме на догађаје који су се десили пре њеног ступања на снагу. Правне норме у правилу важе за будућност (pro futuro), и најранији тренутак од кога се правна норма може примењивати је тренутак њеног доношења. Ретроактивна примена представља изузетак од принципа да правне норме не могу имати повратну снагу. Давање повратне снаге правним нормама и актима није оправдано јер се тиме ствара неизвесност код грађана.
Правне норме се могу ретроактивно примењивати изузетно и ако за то постоје оправдани разлози. Рецимо у кривичном праву, правне норме могу имати ретроактивно дејство уколико укидају кажњивост одређених радњи или је ублажавају.
Принцип неретроактивности права данас је усвојен у већини држава. У Сједињеним Америчким Државама је ретроактивна примена значајно ограничена у предмету Грифит против Кентакија.